# ナッソー襲撃 (1720年)
ナッソー襲撃（ナッソーしゅうげき、英語: Raid on Nassau）、またはニュープロビデンスの戦い（ニュープロビデンスのたたかい、英語: Battle of New Providence）は、四国同盟戦争中の1720年2月、スペイン軍がグレートブリテン王国領ナッソーを強襲した戦闘。

## 経過
フランシスコ・コルネホ（Francisco Cornejo）率いるスペイン軍1,200人は主にキューバ人で構成された。スペインによる侵攻の脅威は前年からニュープロビデンス島を脅かしており、島での植民はすでに停止していた。砲台50門と駐留軍250人を有するナッソー砦が建設された。スペインの侵攻計画はナッソー沖にデリシア（ナッソー総督の旗艦、32門艦）とフランバラ（フリゲート、24門艦）がいたため延期された。また、スペインの大型な戦艦では喫水が深すぎて、ナッソーの浅い港では航行が難しかった。結局コルネホはナッソー市を素通りし、東のホーグス島（Hog's Island）に3個縦隊を上陸させ、ウッズ・ロジャーズ総督の民兵500人に追っ払われる前に略奪を行なった。スペイン艦隊はその後、少しの間近くに留まってから去った。

## 結果
コルネホは僅少な損害で奴隷100人を獲得した。一方のロジャーズは駐留軍に支払うお金がなく、健康も悪くなったため、直後にイギリスへ帰還した。ロジャーズは私財を投じてナッソーの守備を強化しており、それが彼に不安と憂鬱をもたらした。イギリスとスペインは同年のハーグ条約で講和した。